# Bahnhof Taki
Der Bahnhof Taki (jap. 多気駅 Taki-eki) ist ein Bahnhof auf der japanischen Insel Honshū. Er wird von der Bahngesellschaft JR Central betrieben und befindet sich in der Präfektur Mie auf dem Gebiet der Gemeinde Taki, westlich der Shima-Halbinsel.

## Verbindungen
Taki ist ein Trennungsbahnhof an der Kisei-Hauptlinie, deren östliche Sektion die Städte Kameyama und Shingū miteinander verbindet. Von dieser zweigt hier die Sangū-Linie nach Toba ab. Beide Strecken werden von JR Central betrieben. Täglich halten hier vier Zugpaare des Limited Express Nanki, der vor allem auf den touristischen Verkehr ausgerichtet und deshalb mit Panoramawagen ausgestattet ist. Dieser Schnellzug verkehrt von Nagoya über Yokkaichi, Tsu und Shingū nach Kii-Katsuura im Süden der Kii-Halbinsel. Im Stundentakt verbindet der Rapid Mie Nagoya mit Yokkaichi, Tsu, Iseshi und dem Bahnhof Toba. Im Nahverkehr fahren die Züge stündlich von Kameyama über Taki und Iseshi nach Toba, während der Hauptverkehrszeit halbstündlich. In Richtung Shingū wird alle ein bis drei Stunden ein Zug angeboten. Auf dem Bahnhofsvorplatz befindet sich eine Bushaltestelle, die von zwei Linien des lokalen Verkehrsbetriebs bedient wird.

## Anlage
Der Bahnhof steht am östlichen Dorfrand von Taki, nahe der Grenze zur Nachbarstadt Matsusaka. Die ebenerdige Anlage ist von Norden nach Süden ausgerichtet und umfasst sieben Gleise, von denen vier dem Personenverkehr dienen. Diese liegen an zwei teilweise überdachten Mittelbahnsteigen, die durch eine gedeckte Fußgängerbrücke mit dem Empfangsgebäude an der Westseite verbunden sind. Die Bahnsteige sind nicht nebeneinander angeordnet, sondern beinahe aneinandergereiht. Das bedeutet, dass die Fußgängerbrücke zum nördlichen Ende des westlichen und zum südlichen Ende des weiter entfernten, östlichen Bahnsteigs führt. Ein Gleis an der West- und zwei Gleise an der Ostseite dienen zum Abstellen von Zügen. Etwas ein Kilometer südlich des Bahnhofs beginnt ein Anschlussgleis, das zu einem Werk des Elektrotechnikherstellers Daihen führt.
Im Fiskaljahr 2019 nutzten täglich durchschnittlich 560 Fahrgäste den Bahnhof.

## Bilder

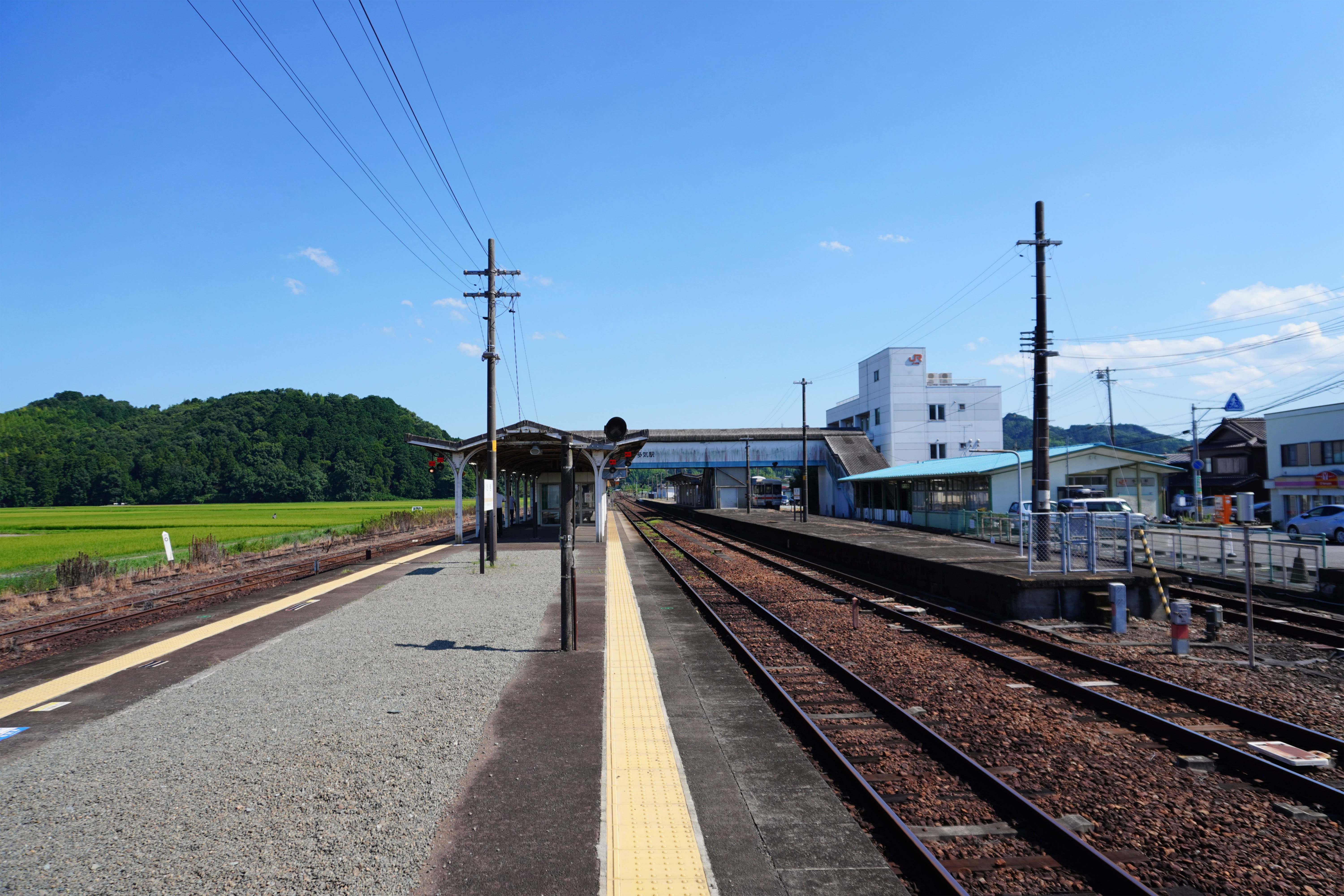
Gleisanlagen
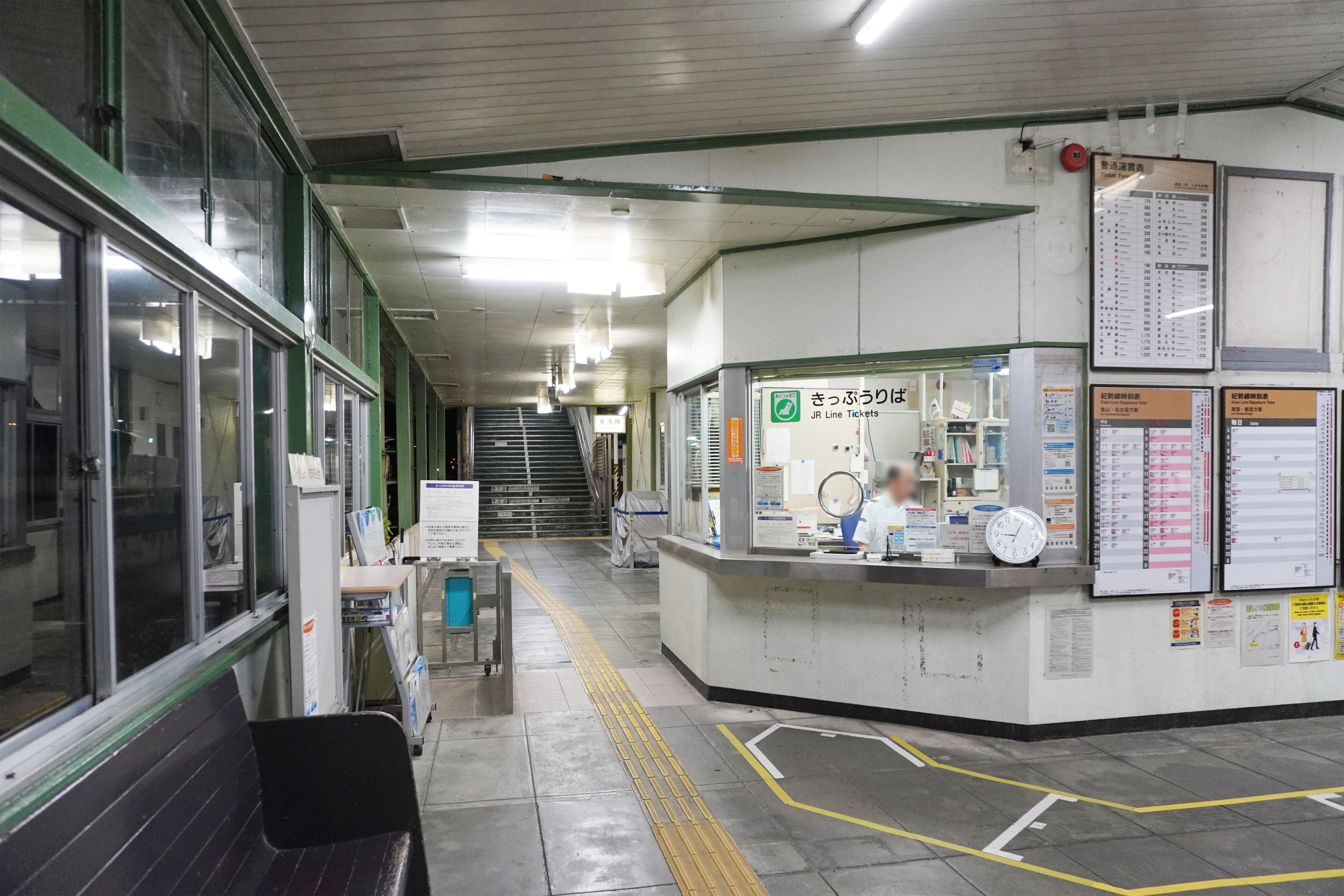
Bahnsteigsperren
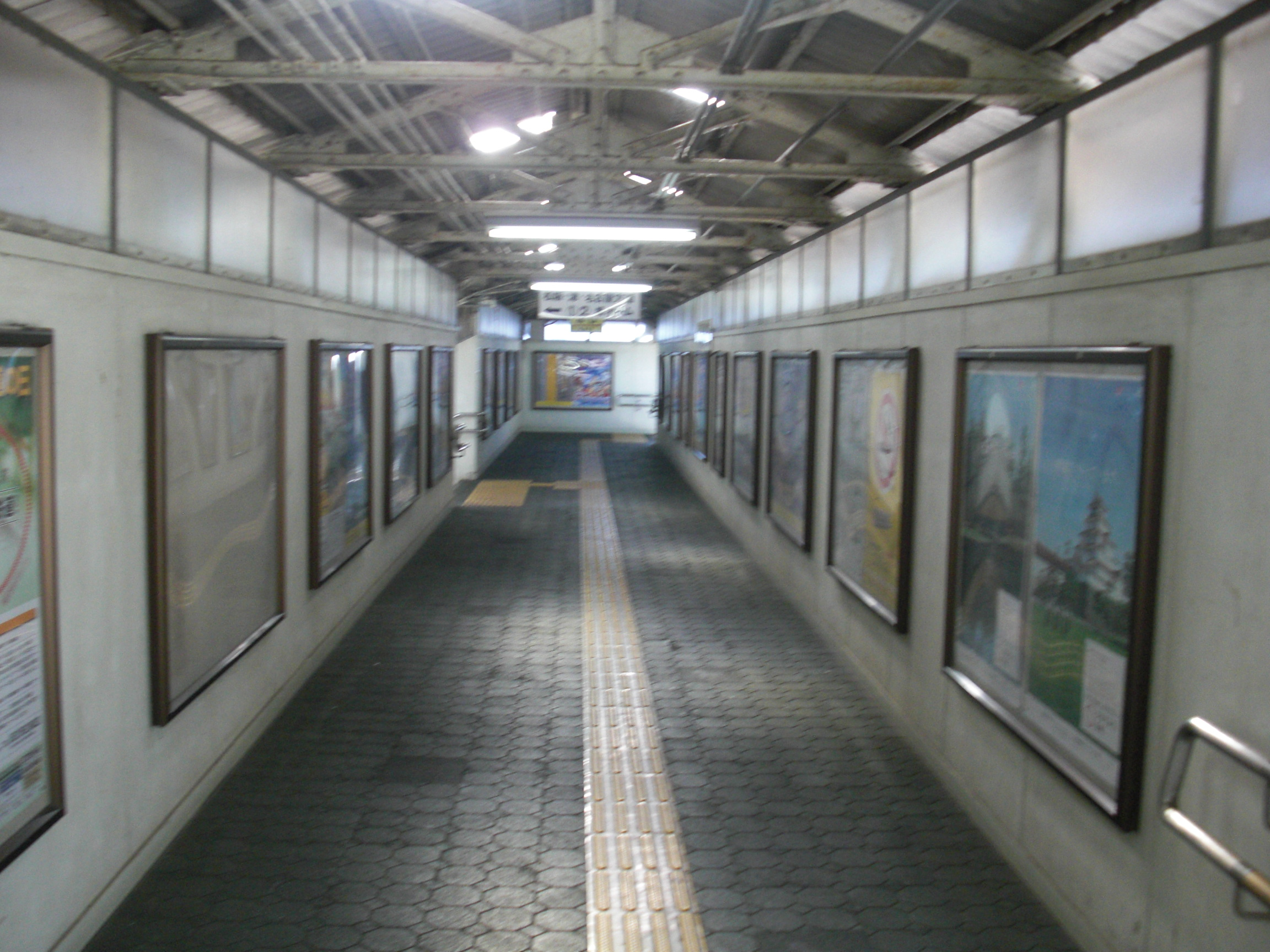
Fußgängerbrücke
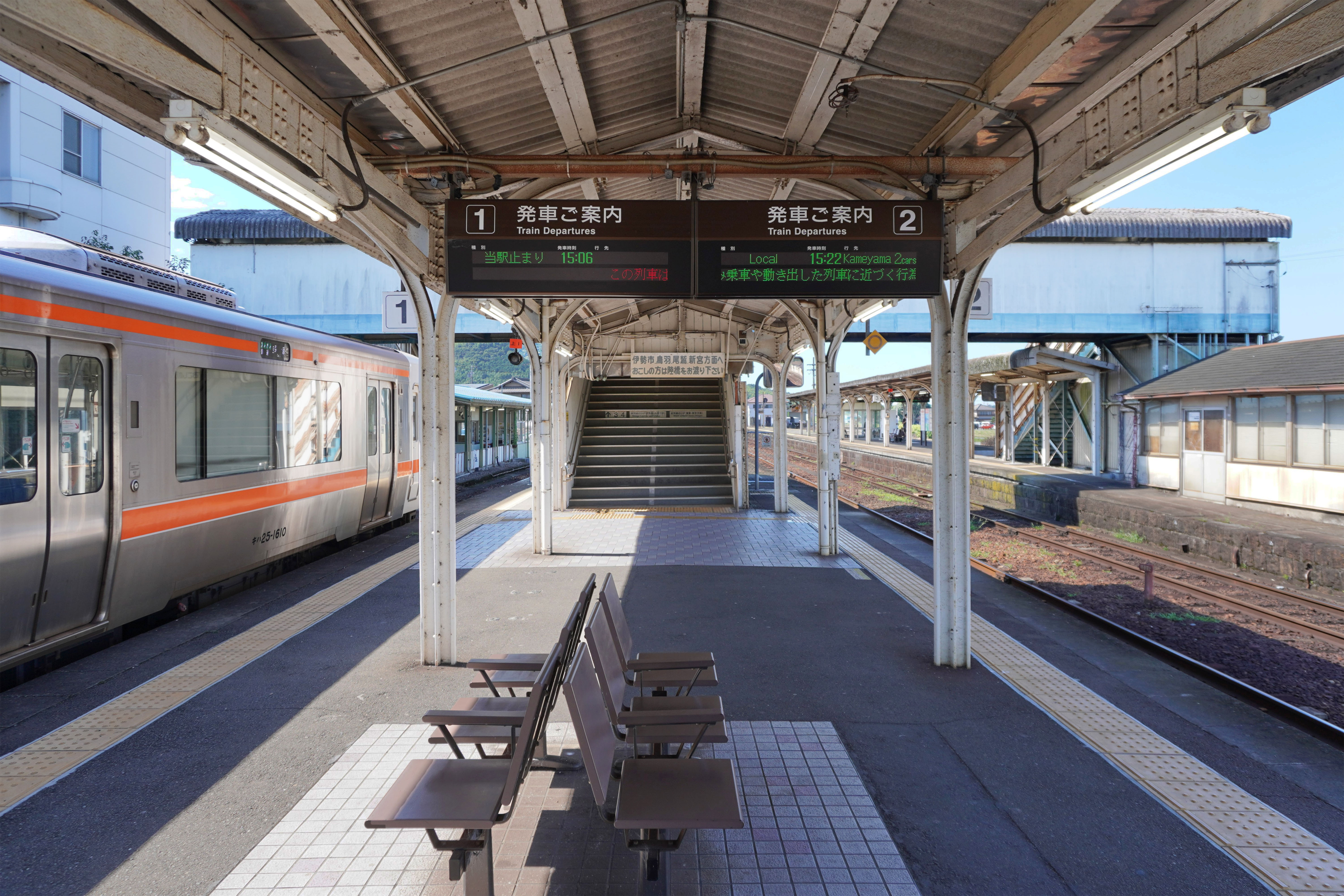
Bahnsteig (Gleise 1/2)
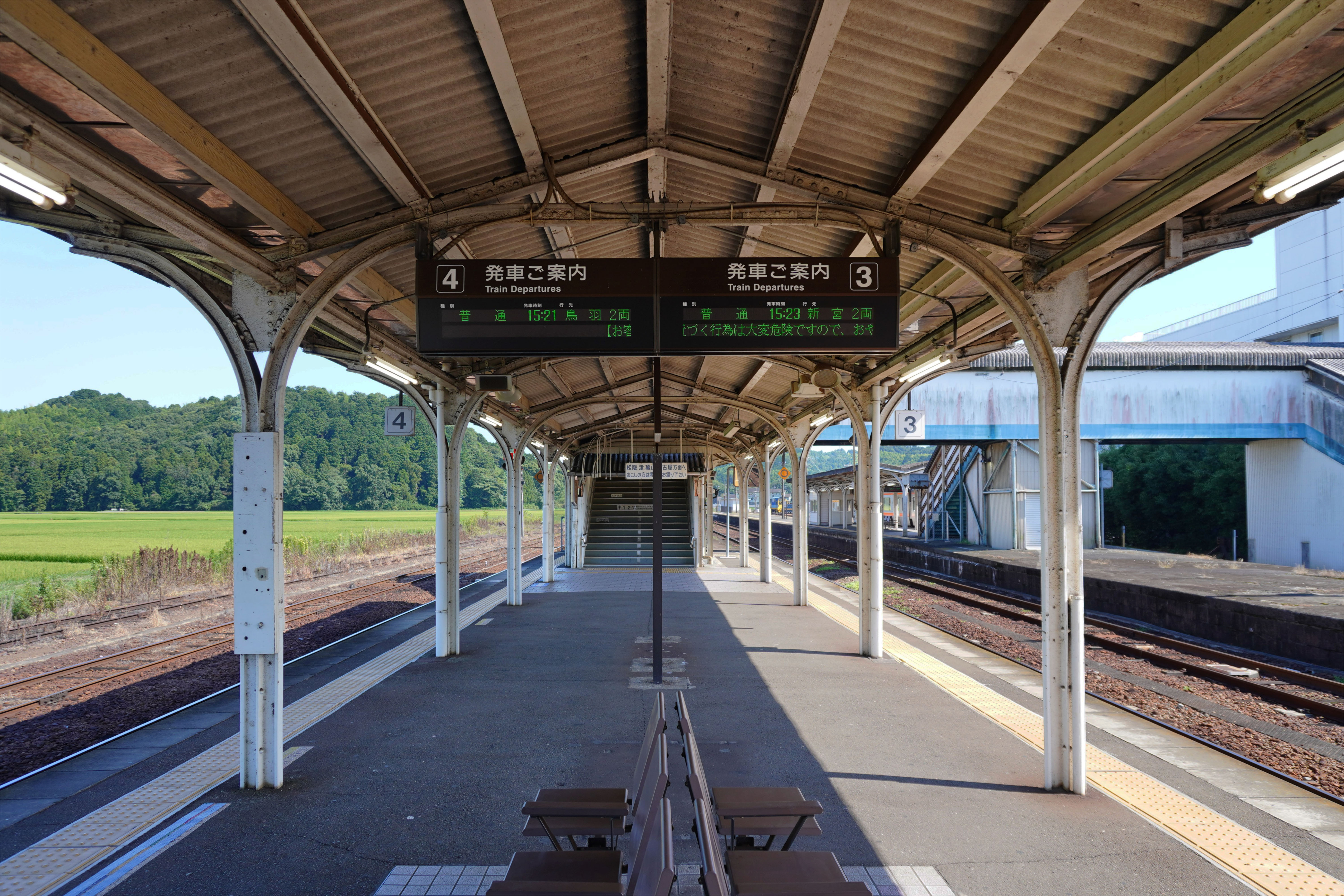
Bahnsteig (Gleise 3/4)

## Gleise
| 1   | ▉ Kisei-Hauptlinie | Kameyama • Yokkaichi • Nagoya |
| 2   | ▉ Kisei-Hauptlinie | Owase • Kumanoshi • Shingū    |
| 3/4 | ▉ Sangū-Linie      | Iseshi • Toba                 |

## Linien
| Verlauf der Kisei-Hauptlinie |
| --- |
| Kameyama • Shimonoshō • Ishinden • Tsu • Akogi • Takachaya • Rokken • Matsusaka • Tokuwa • Taki • Ōka • Sana • Tochihara • Kawazoe • Misedani • Takihara • Aso • Ise-Kashiwazaki • Ōuchiyama • Umegadani • Kii-Nagashima • Minose • Funatsu • Aiga • Owase • Ōsoneura • Kuki • Mikisato • Kata • Nigishima • Atashika • Hadasu • Ōdomari • Kumanoshi • Arii • Kōshiyama • Kii-Ichigi • Atawa • Kii-Ida • Udono • Shingū • Miwasaki • Kii-Sano • Ukui • Nachi • Kii-Temma • Kii-Katsuura • Yukawa • Taiji • Shimosato • Kii-Uragami • Kii-Tahara • Koza • Kii-Hime • Kushimoto • Kii-Arita • Tanami • Tako • Wabuka • Esumi • Mirozu • Susami • Kii-Hiki • Tsubaki • Kii-Tonda • Shirahama • Asso • Kii-Shinjō • Kii-Tanabe • Haya • Minabe • Iwashiro • Kirime • Inami • Inahara • Wasa • Dōjōji • Gobō • Kii-Uchihara • Kii-Yura • Hirokawa Beach • Yuasa • Fujinami • Kii-Miyahara • Minoshima • Hatsushima • Shimotsu • Kamogō • Shimizuura • Kainan • Kuroe • Kimiidera • Miyamae • Wakayama • Kiwa • Wakayamashi |

| Verlauf der Sangū-Linie                                                                                      |
| --- |
| Taki • Tokida • Tamaru • Miyagawa • Yamada-Kamiguchi • Iseshi • Isuzugaoka • Futaminoura • Matsushita • Toba |

## Geschichte
Die private Bahngesellschaft Sangū Tetsudō eröffnete den Bahnhof am 31. Dezember 1893 unter dem Namen Ōka (相可), zusammen mit dem von Tsu bis Miyagawa führenden Abschnitt der damaligen Sangū-Linie. Diese war vor allem für den Pilgerverkehr zum Ise-Schrein von großer Bedeutung. Als Folge des vom japanischen Reichstag beschlossenen Eisenbahnverstaatlichungsgesetzes gelangte die Sangū Tetsudō am 1. Oktober 1907 in Staatsbesitz. Drei Jahrzehnte lang war Ōka ein relativ unscheinbarer Zwischenbahnhof. Dies änderte sich am 20. März 1923 mit der Eröffnung des hier abzweigenden ersten Abschnitts der Kisei-Ostlinie nach Tochihara durch das Eisenbahnministerium; ebenso erhielt der Bahnhof den neuen Namen Ōkaguchi (相可口). Am 15. Juli 1959 erfolgte die Umbenennung in Taki; am selben Tag fasst die Japanische Staatsbahn die fertiggestellte Kisei-Ostlinie und den Abschnitt Kameyama–Taki der Sangū-Linie zur Kisei-Hauptlinie zusammen.
Im November 1971 nahm die Staatsbahn das Anschlussgleis zum Daihen-Werk in Betrieb. Aus Rationalisierungsgründen stellte sie den Güterumschlag am 1. Februar 1984 ein, am 14. März 1985 auch die Gepäckaufgabe. Im Rahmen der Staatsbahnprivatisierung ging der Bahnhof am 1. April 1987 in den Besitz der neuen Gesellschaft JR Central über. Einen Tag zuvor war der Güterumschlag durch JR Freight wiederaufgenommen worden, wenn auch nur für besonders sperrige Güter wie Transformatoren und ähnliches. Dies änderte sich mit dessen endgültiger Einstellung am 1. April 2016; die Bedienung des Daihen-Werks erfolgt seither einige Male jährlich durch direkt dorthin verkehrende Güterzüge.